# Rodeberg
Rodeberg település Németországban, azon belül Türingiában. Lakosainak száma 2030 fő (2023. december 31.). Rodeberg Vogtei és Südeichsfeld községekkel határos.

## Népesség
A település népességének változása:
| Lakosok száma | 2027 | 2044 | 2034 | 2033 | 2030 |
|               | 2017 | 2019 | 2021 | 2022 | 2023 |